# Louis Eilers Stahlbau

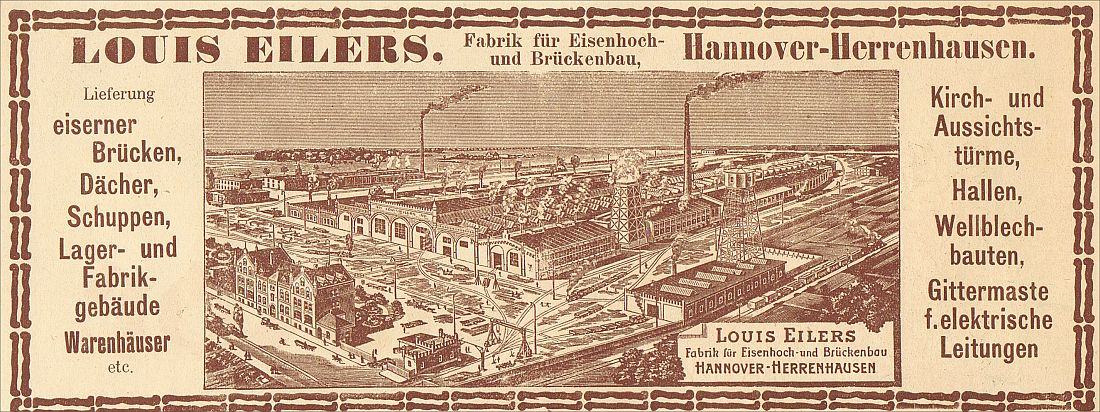
Briefkopf mit einer gestochenen Vogelschau über das Betriebsgelände mit Gleisanlagen, um 1900

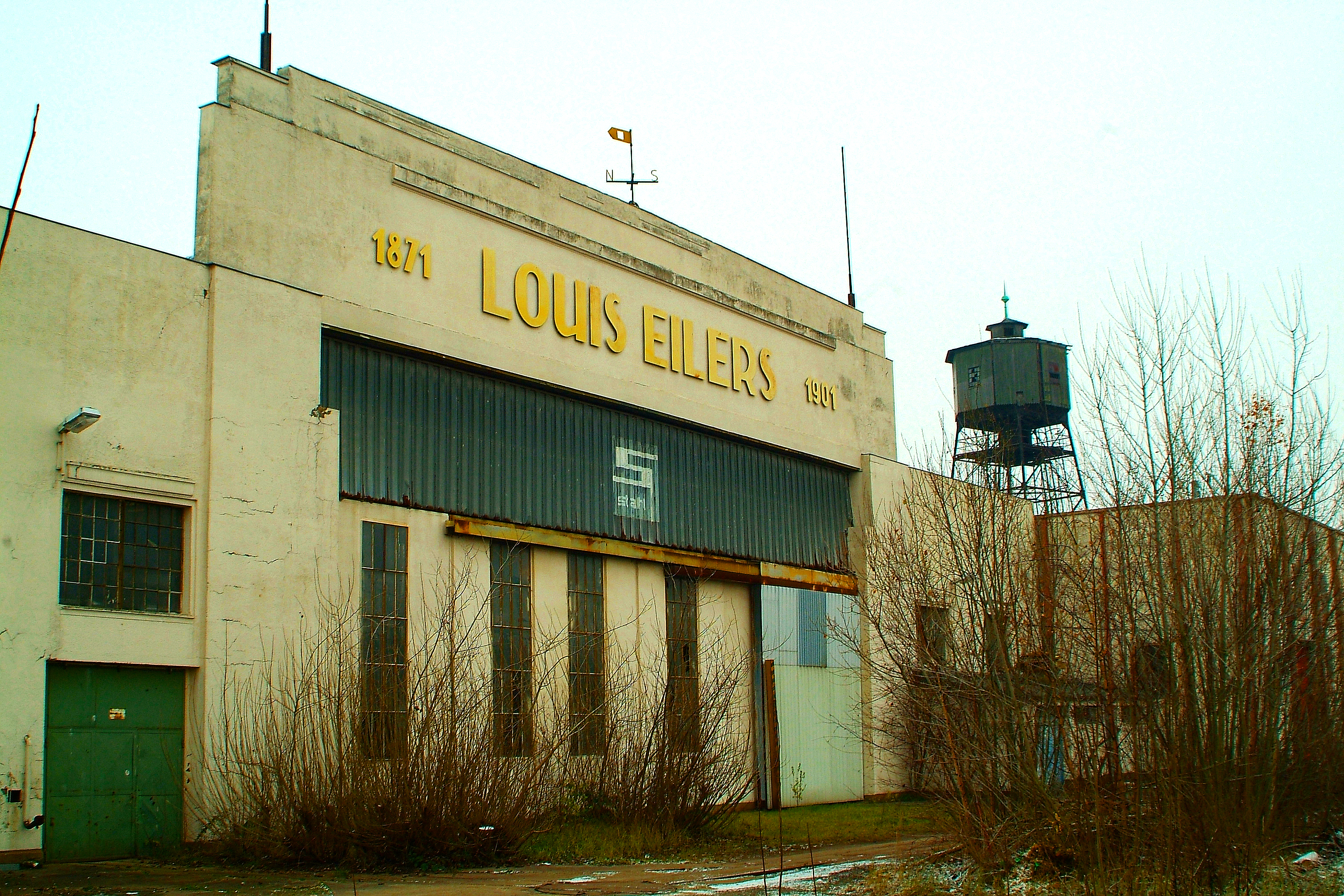
Werkshalle Louis Eilers 1871 1901, im Hintergrund der Wasserturm im (heutigen) Stadtteil Ledeburg

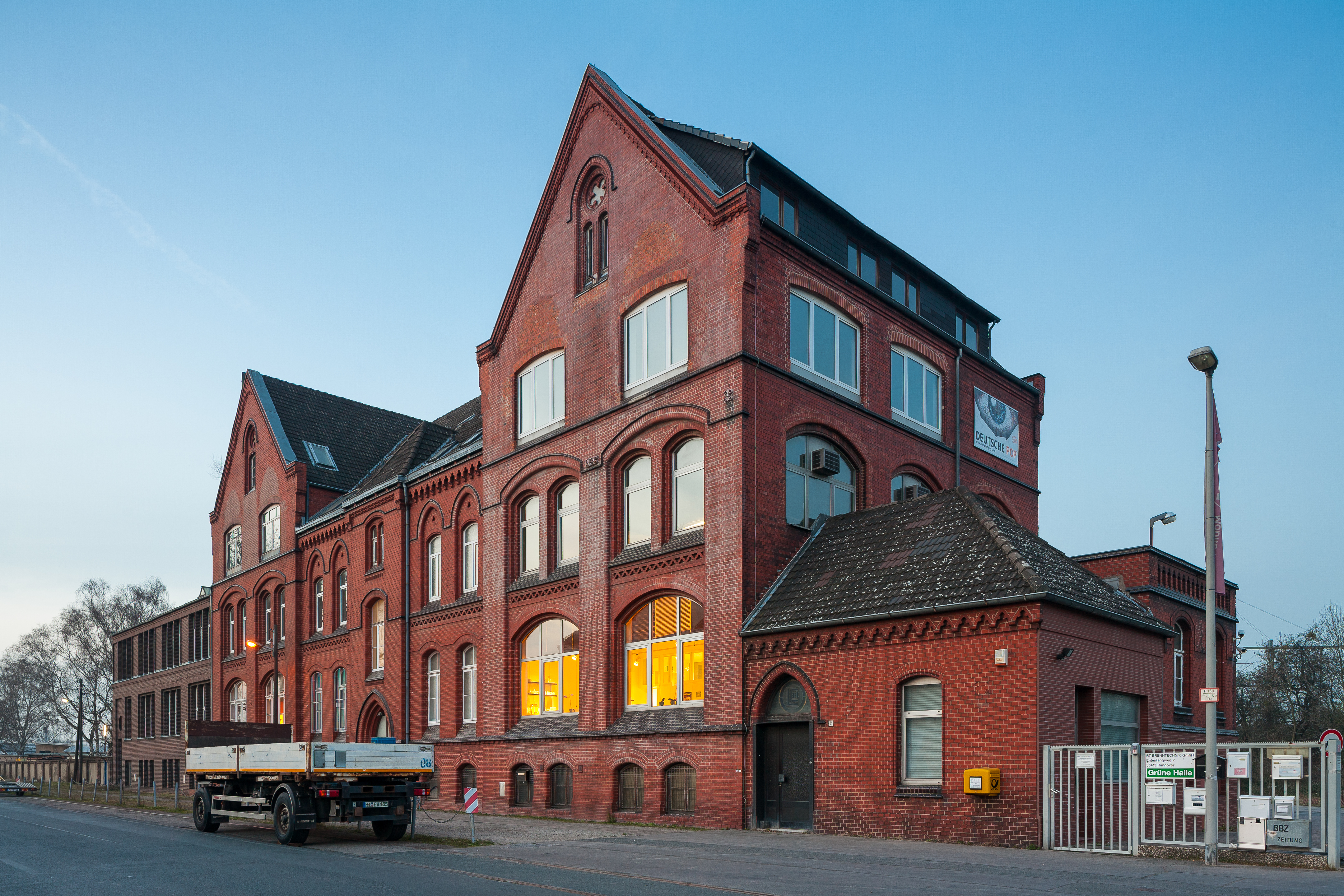
Verwaltungsgebäude am Entenfangweg 2

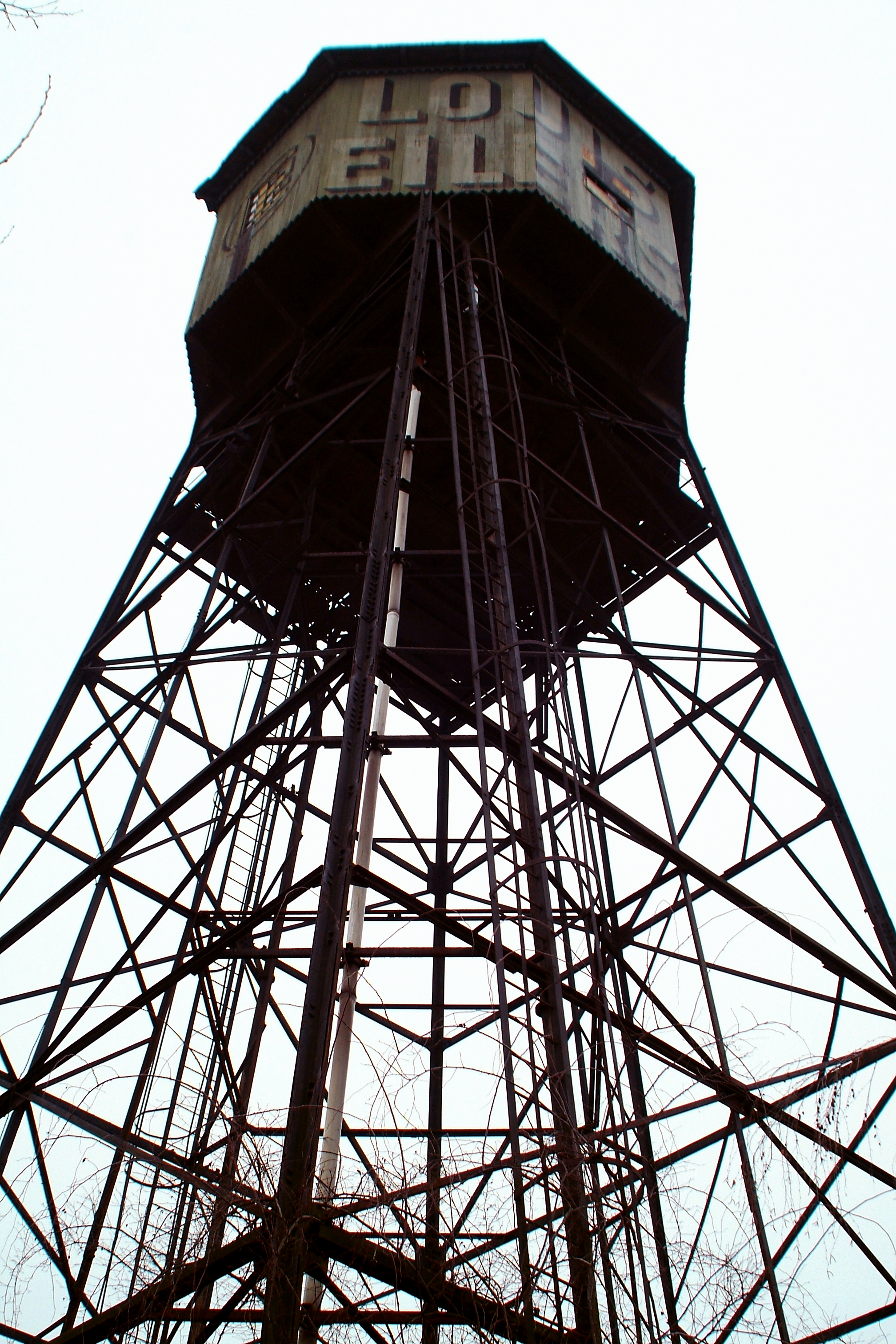
Der historische Wasserturm an der Bahnstrecke Hannover–Hamburg

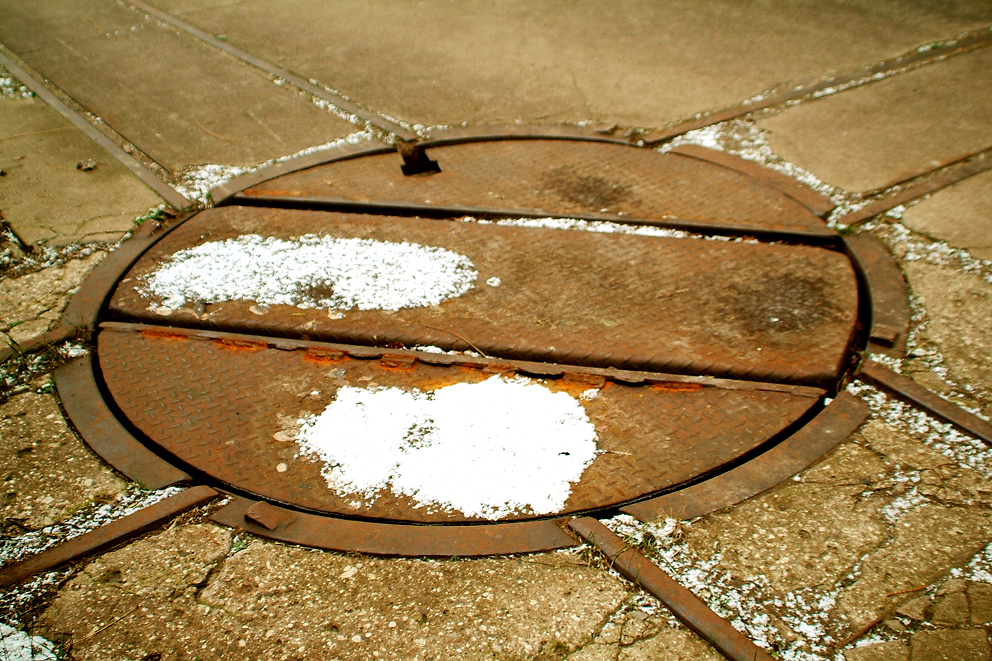
Drehscheibe für die Gleise der Schmalspurbahn vor der sogenannten VW-Halle

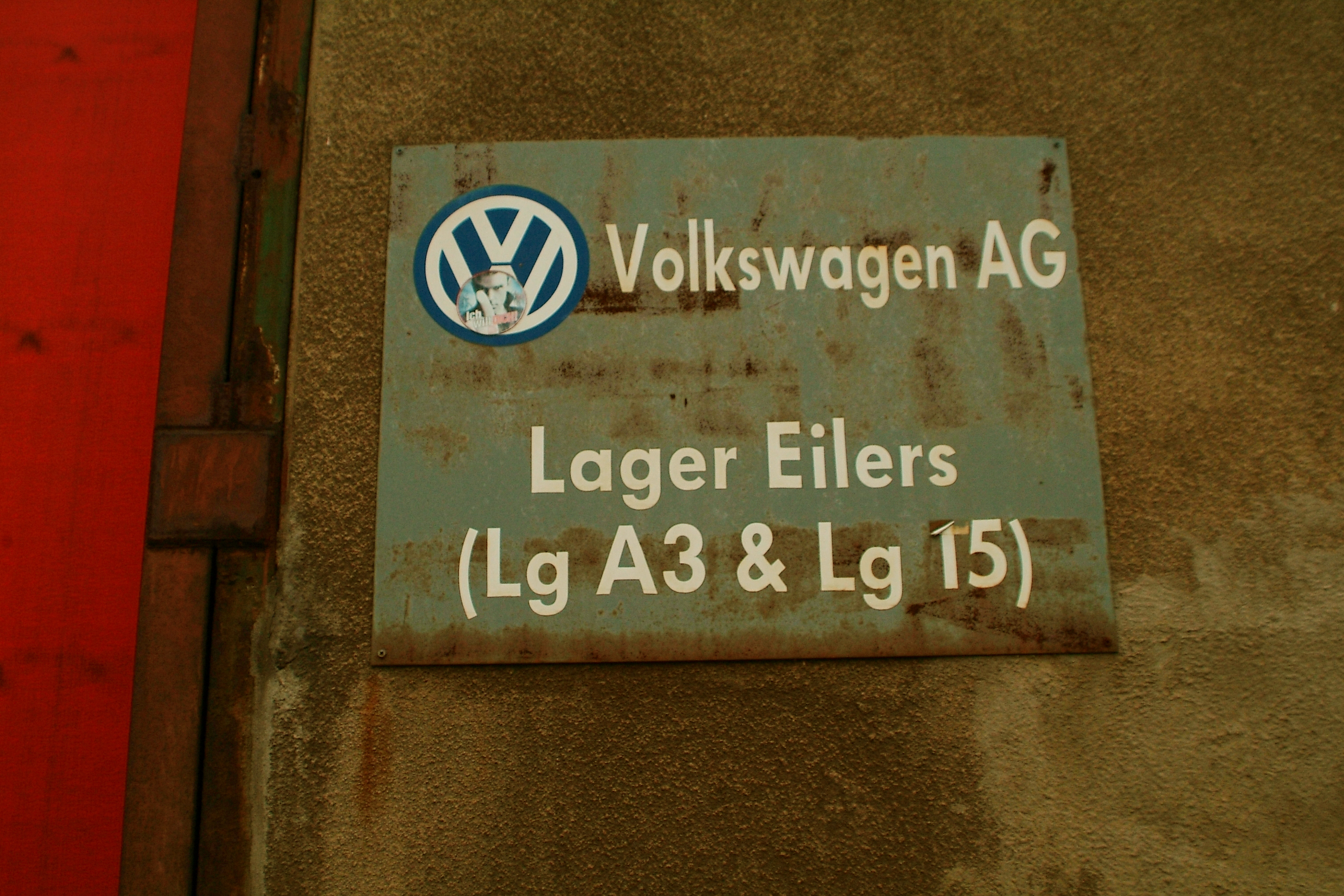
Volkswagen AG, Lager Eilers

Die Louis Eilers Stahlbau GmbH & Co.  war ein international exportierendes Eisen- und Stahlbau-Unternehmen in Hannover.

## Geschichte
Der Familienbetrieb ging aus einer 1871 von Louis Eilers gegründeten Werkstatt hervor und wurde 1983 von Egon Engelbrecht übernommen. 1985 wurde die EEI Engelbrecht Eilers Industrie GmbH in den Konkurs der Hanomag mit hineingerissen.

### Bauten (unvollständig)
Die Firma Louis Eilers lieferte große Eisenkonstruktionen für den Brücken-, Hoch-, Berg-, Wasser-, Mast- und Behälterbau nach Europa, Amerika, Asien und Neuseeland. Herausragende Projektbauten waren unter anderem die
- Eisenbahnbrücke zur Gasanstalt Glocksee in Hannover (siehe Imperial-Continental-Gas-Association)[3]
- 1891–1892: Markthalle in Hannover (nach Plänen von Paul Rowald[4])
- Eisenkonstruktionen der Drehereigebäude und Lokomotiv-Montagehalle der Hanomag[5]
- Bahnsteighallen, z. B. für den Hauptbahnhof Hannover und den Hauptbahnhof Leipzig
- 1913–1920: Eisenbahn-Hochbrücke Hochdonn über den Nord-Ostsee-Kanal
- um 1915: Mittellandkanal-Brücke über die Leine bei Seelze
- ab 1925: Drehbrücke in Kappeln über die Schlei[6]
- 1925/1926: Sternbrücke in Altona[7]
- 1931–1933: kombinierte Eisenbahn- und Straßen-Elbebrücke Tangermünde (Stromüberbauten 1945 zerstört, Vorlandbrücken 2003 abgebrochen)
- 1931–1935: Brücke über den Kleinen Belt bei Lillebæltsbro (unter Verwendung von Peiner Trägern[8]; erster Brückenbau durch ein deutsch-dänisches Konsortium)
- Autobahnbrücke über das Werratal bei Hedemünden
- Lindingöbrücke in Stockholm
- Schwebefähre über den Hafen von Rio de Janeiro (1915–1935)[9]

### NutzungskonzeptMobile Welten Hannover
Nach dem Kauf des Betriebsgeländes durch die EilersWerke Besitzgesellschaft mbH planten die Eigentümer für die Nachnutzung des historischen Werksgeländes unter anderem „eine Mischung aus Erlebnismuseum, Wissenschaft und Forschung, Gewerbe und Handel sowie [ein] Veranstaltungszentrum rund um das Thema Mobilität“. Ab 2013 sollten erste Besucher Dauer- und Wechselausstellungen zu Industriegeschichten oder etwa zwei- und vierrädrige Oldtimer besichtigen können, die u. a. aus dem Ende 2012 geschlossenen Technik- und Verkehrsmuseum Stade stammen.
Gescheitert sind die Oldtimerenthusiasten um den Isernhagener Motorradspezialisten Matthias Korte an den Brandschutzauflagen der Stadt zur Nutzung der historischen Eilers-Halle. Zuvor hatten sie mehrere historische Elemente der Ursprungsbebauung, wie 2016 den einzig denkmalgeschützten Wasserturm, die Fassade der Haupthalle und die  ehemalige Werkstischlerei liebevoll restauriert. 
Den Großteil der 7 Hektar hat  2022 das Berliner Investmentunternehmen Deutsche Kapitalwert (DKW) gekauft. Dort soll ein frischer Nutzungsmix mit Handwerkerhöfen und Büros, Forschungs- und Bildungseinrichtungen und vielleicht sogar einem Technik-Erlebnismuseum entstehen. 2025 könnten die ersten Bauarbeiten für neue Nutzungen starten.